# Єдома (Лешуконський район)
Єдома (рос. Едома) — присілок в Лешуконському районі Архангельської області Російської Федерації.
Населення становить 13 осіб. Входить до складу муніципального утворення Лешуконське муніципальне утворення.

## Історія
Від 1937 року належить до Архангельської області.
Від 2004 року належить до муніципального утворення Лешуконське муніципальне утворення.

## Населення
| 2002 | 2010 | 2012 |
| ---- | ---- | ---- |
| 42   | ↘17  | ↘13  |